# Parti communiste du Nigeria
Le parti communiste du Nigeria (communist party of Nigeria CPN) était un parti politique du Nigeria dans les années 1960. Il fut fondé en novembre 1960 à Kano, en grande partie par des cadres du Congrès de la Jeunesse Nigériane. Initialement le parti s'est inspiré du parti communiste de Grande-Bretagne. Cependant, la constitution qu'il a adoptée se rapproche de celle du parti communiste chinois.
Finalement, le parti resta relativement isolé sur la scène internationale. Il n'entretenait pas de liens particuliers ni avec le Parti communiste de l'Union soviétique, ni avec le parti communiste chinois. Lors de la formation du parti socialiste des ouvriers et des paysans du Nigéria en 1963, le parti communiste dénonça une dispersion du mouvement socialiste au Nigeria.
Le parti communiste du Nigeria fut finalement interdit en 1966 par le régime du général Johnson Aguiyi-Ironsi.